# 3GP
3GP는 3세대 이동통신기기용 비디오 컨테이너 포맷이다. 제 3세대 파트너십 프로젝트(Third Generation Partnership Project, 3GPP)에 의하여 정의되었고, 일부의 2G와 4G장치에서도 열 수 있다.

## 기술적 상세설명
3GP는 MPEG-4 파트 14(MP4)의 단순화된 버전이다. 휴대전화기의 편의를 제공하기 위하여 파일크기와 대역폭(bandwidth)을 줄이기 위하여 만들어졌다.
3GP 파일 내에 비디오 스트림은 MPEG-4 파트 2 또는 MPEG-4 파트 10(AVC/H.264)으로 저장되고, 오디오 스트림은 AMR-NB, AMR-WB, AMR-WB+, AAC-LC 또는 HE-AAC에 저장된다.
3GP 파일은 빅 엔디안(big-endian)방식을 따라 최상위 비트를 먼저 저장하고 전송한다. 이미지의 크기와 비트레이트(bitrate)에 대한 정보를 저장한다. 이 형식의 파일에 두가지 다른 표준이 있다.
- 3GPP (GSM에 기반하는 휴대전화를 위하여 만들어짐, 파일 확장자는 .3gp)
- 3GPP2 (CDMA에 기반하는 휴대전화를 위하여 만들어짐, 파일 확장자는 .3g2)

## 지원하는 기기들
3GP 파일에 있는 대부분의 비디오 재생을 지원하는 3G 휴대폰뿐만 아니라, 일부의 2G와 4G의 장치를 열 수 있다. 그러나, 최대 파일 크기와 해상도가 제한이 적용될 수 있다. 3GP 파일은 리얼 플레이어, VLC 미디어 플레이어, MPlayer 및 퀵타임과 같은 소프트웨어를 사용하여 윈도우 및 맥킨토시 플랫폼에서 모두 열 수 있다. 서드 파티 소프트웨어 개발자는 더 광범위하게 지원가능한 3GP 포맷으로 파일을 변환하는 응용 프로그램을 생산하고 있다.

## 같이 보기
- K3G